# 重庆江北国际机场
重庆江北国际机场，位于中国重庆市渝北区两路街道，距离市中心19公里，定位为中国门户枢纽机场之一，中国中西部地区首个三座航站楼、三条跑道同时运行的机场，全国第3个拥有四条跑道且同时运行的机场；机场飞行区等级为4F级，能够起降波音747和空中客车A380等特大型飞机，是中国大陆最繁忙的民用机场之一。2013年12月成为中国第五个实行72小时过境免签政策的航空口岸，2019年增加为144小时过境免签。
重庆江北国际机场于1990年1月22日正式建成通航，定名为重庆江北机场；1998年更名为重庆江北国际机场；2005年10月完成二期扩建工程；2010年12月完成三期扩建工程；2017年8月完成四期扩建工程。截至2025年4月，重庆江北国际机场拥有三座航站楼和一座卫星厅，分别为T1（停用改造）、T2A/B（国内）、T3A（国内及国际）和T3B（卫星厅），共108万平方米；共有四条跑道，跑道长度分别为3200米、3400米、3600米、3800米；停机坪166万平方米、机位209个、货运区23万平米。
2023年，重庆江北国际机场旅客吞吐量4465.72万人次，货邮吞吐量38.79万吨，飞机起降31.47万架次；分别位居中国大陆第6、第8、第7位。共开通国内外航线350条，通航城市231。当前在重庆江北国际机场设有中国国际航空、四川航空、重庆航空、西部航空、海南航空、厦门航空、华夏航空、山东航空、中国东方航空等9家基地航空公司。
2024年全年，江北机场旅客吞吐量4867.7万人次。旅客吞吐量位列中国大陆第7。

## 历史

### 建设
1983年，重庆市被国家定为经济体制综合改革试点的第一个计划单列市和大城市，其在西南地区的经济发展和改革开放中的地位更加重要。但重庆通往外地空中门户——白市驿机场，限于地形复杂，气象条件差以及空军使用等因素，不能满足航空运输日益发展的需要且无发展前途，这成为重庆经济发展和对内搞活对外开放的重要制约因素。
1984年3月，时任国务院总理赵紫阳来重庆视察时指出，要发挥中心城市的作用，民航要先行，江北机场需要建。
1984年10月24日，国务院、中央军委正式批准新建重庆江北机场。
1985年1月23日，原国家计委（今国家发改委）下达了重庆机场设计任务书，计划投资2.91亿元。
1985年11月30日，机场破土动工，时任国家民航总局修建司司长曹汝价现场宣布了重庆江北机场开工建设的批文。
1989年4月12日，时任中央军委主席邓小平为机场题写了“重庆机场”四字。
1989年7月，机场配套工程210国道（今机场高速/渝都大道）正式建成通车，全长23.1千米，历时3年，耗资8600万元。
1989年12月6日，机场正式定名“重庆江北机场”。

### 通航
1990年1月22日，机场正式建成通航，时任全国人大副委员长廖汉生和民航总局局长胡逸洲等参加剪彩仪式。会上宣读了时任国务院副总理贺词。
1995年，机场被正式批准为对外籍飞机开放的口岸机场。
1997年，配合中共中央政府批准升级为直辖市，民航总局成立民航重庆市局，直接经营重庆机场和负责重庆行政区域内的民航事务。
1998年，机场更名为“重庆江北国际机场”。
2000年，国务院批复同意授予机场口岸入境落地签证权。

### 二期扩建
2001年12月，机场启动了二期扩建，总投资16.1亿元，于2005年10月全面竣工。
2007年8月，《重庆江北国际机场总体规划（2007版）》获得民航总局和重庆市联合批复。批复确定将江北机场定位为国内大型枢纽机场，近期按满足2020年旅客吞吐量4500万人次，远期按满足2040年旅客吞吐量7000万人次进行规划控制。终端规划控制发展用地达36平方千米，规划了4条平行跑道和东西两个航站区，总体格局为“南客北货”，外围交通为“三横四纵”。

### 三期建设
2008年9月，机场启动三期扩建工程，项目总投资34.58亿元，于2010年12月完工，标志着机场在西部地区率先迈入两座航站楼、两条跑道同时运营的“双跑道时代”。
2009年12月17日，重庆机场集团与新加坡樟宜国际机场集团签署战略合作协议，重庆机场和樟宜机场缔结为友好合作机场。
2010年11月，机场专用快速路（机场第二高速或渝航大道）北段开工。 该快速路全长14千米，双向8车道，南起南岸区盘龙立交，北至机场T3，由寸滩长江大桥跨越长江，预计2017年全线通车。2011年12月23日，重庆江北国际机场第三跑道与东航站区工程奠基。2012年10月1日，第三跑道开建。
2013年4月23日，国家发改委正式批准了机场东航站区扩建项目的可研报告。
2016年3月18日，重庆机场集团与重庆公交集团签订了《重庆机场地面客运业务合作框架协议》，正式启动了重庆江北机场地面客运业务合作。
2017年1月12日，重庆机场集团与新加坡樟宜机场管理投资公司签约机场商业合作项目，双方成立的商业管理合资公司管理和运营江北机场零售、餐饮、广告、嘉宾服务、休闲服务和停车场等6项业务。

### 四期建设
2017年8月29日，重庆江北国际机场T3A及第三跑道正式启用，使机场成为中国中西部地区首个拥有三座航站楼、实现三条跑道同时运行的机场。
2024年12月26日，重庆江北国际机场新建的第四跑道正式启用，使机场成为中西部地区首个、全国继上海浦东、北京大兴机场之后第三个拥有四条跑道且同时运行的机场。
2025年4月9日，重庆江北国际机场T3B航站楼及配套的机场捷运系统正式投用。

## 航站楼

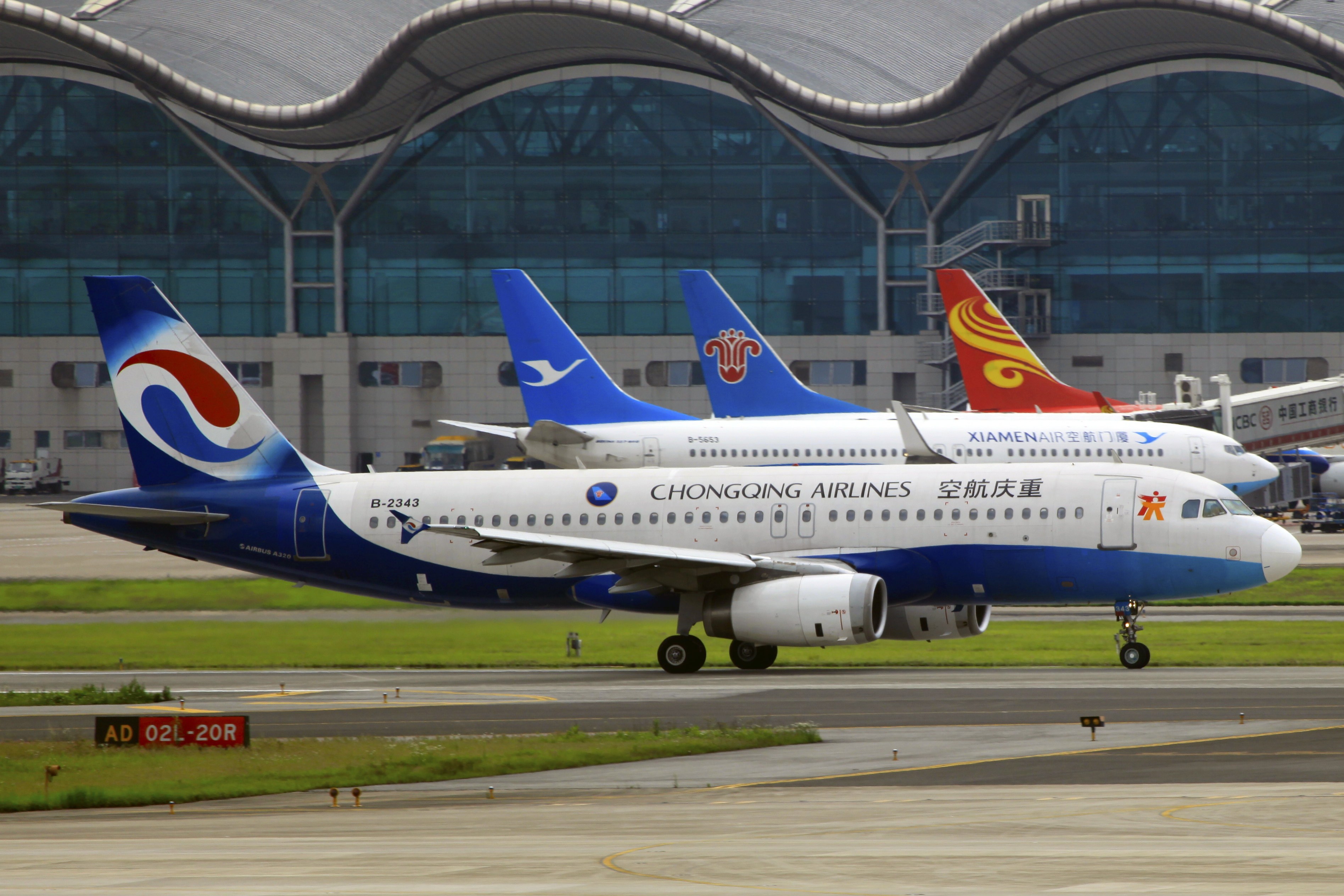
江北机场T2航站楼的飞机

重庆江北国际机场现共有三座客运航站楼（T1、T2A/B和T3A）和一座卫星厅（T3B），其中T1航站楼于2017年8月T3A航站楼投用之后已经暂时关闭等待下一步改造计划，现时运营的为T2A/B和T3A两座航站楼，以及T3B一座卫星厅。T2A/B建筑面积约为17万平方米，建筑面积约53万平方米的的T3A航站楼和C3国际保税物流流货运站亦已于2017年建成并投入使用，建筑面积36.3万平方米的T3B航站楼作为卫星厅与T3A航站楼一体化运营。此外，重庆江北国际机场也是国内少数几个享有外籍乘客72小时过境免签政策的大型机场之一。目前T2A/B仅用于处理四川航空、西部航空、华夏航空、春秋航空、九元航空、金鹏航空、龙江航空、青岛航空、祥鹏航空、长安航空、桂林航空、东海航空的国内航班，其余公司的国内航班和全数国际航班均转场至T3A航站楼。
| 参数       | 总和                       | T1航站楼（停用）             | T2B航站楼（国内）                                        | T2A航站楼（国内）               | T3A航站楼 （国内、国际港澳台）                     |
| ---------- | -------------------------- | ---------------------------- | -------------------------------------------------------- | ------------------------------- | -------------------------------------------------- |
| 投用日期   | 不適用                     | 1990.1.22（2017.8.29起停用） | 2004.12.12                                               | 2010.12.21                      | 2017.8.29                                          |
| 总建筑面积 | 718,000 m²                 | 18,000 m²                    | 84,000 m²                                                | 84,000 m²                       | 530,000 m²                                         |
| 设计容量   | 45,000,000                 | 1,000,000                    | 30,000,000 (2016年起15,000,000)                          | 30,000,000 (2016年起15,000,000) | 总30,000,000 (国内25,500,000，国际港澳台4,500,000) |
| 机位数目   | 近机位：98个；远机位：55个 | 近机位：6个；远机位：1个     | B指廊近机位：9个；C指廊近机位：9个；远机位（T2总）：39个 | A指廊近机位：12个               | 近机位：62个；远机位：14个                         |

### 1号航站楼
最初的T1航站楼于1990年建成，建筑面积1.8万平方米，设计年旅客吞吐量100万人次。因规模偏小，在2004年T2建成后改为国际航站楼。该航站楼共7个登机口（其中4个近机位,2个停用）、8个值机柜台、4个检验检疫通道、5个海关通道、11个边防检查通道、3个VIP候机室。T1航站楼于2013年开始再次进行改扩建工程，项目完工后，增加了4组共8个办票传值机柜台，现柜台总数为16个。T1航站楼在2017年8月29日T3启用后已暂停使用。

### 2号航站楼

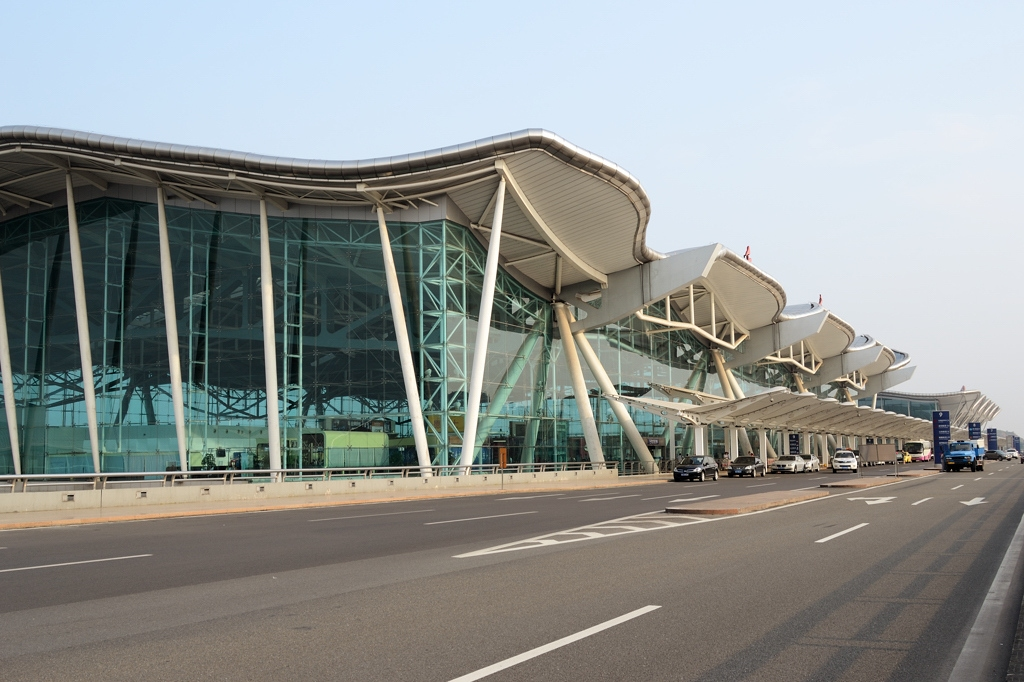
二号航站楼

作为机场二期工程组成部分的T2航站楼（现T2B）于2004年建成，为双指廊、波浪形钢结构，建筑面积8.4万平方米，设计年旅客吞吐量700万人次。该航站楼有19个近机位、18个登机桥、24个远机位，54个值机柜台、12条安检通道、10个VIP候机室。T2航站楼（现T2B）建成后，机场年旅客吞吐量达到800万人次。
2007年机场三期工程开工，在T2航站楼（现T2B）南侧扩建T2A航站楼，并于2010年底12月21日随第二条跑道同时建成。T2A航站楼为与T2（现T2B）相近的波浪形钢结构，建成后与T2（现T2B）连接构成三指廊大型航站楼，总建筑面积达18.8万平方米，增加12个登机桥和700万人次的吞吐能力，使机场年旅客吞吐量达到1500万人次，但机场客运设施仍不能满足客流量的迅速增长。
T3航站楼正式启用后，與T2航站楼共同形成分工經營，有四川航空、西部航空、华夏航空、春秋航空、九元航空、 金鹏航空、龙江航空、青岛航空、祥鹏航空、长安航空、桂林航空、东海航空十二家航空公司的国内航班继续驻留T2航站楼运营。

### 3号航站楼

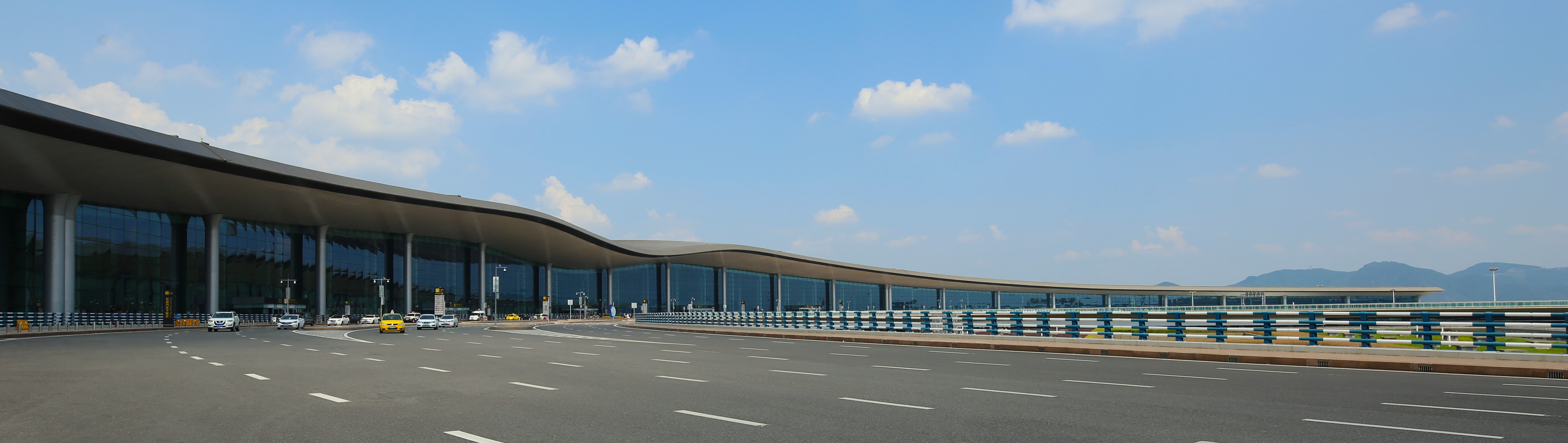
T3航站楼落客匝道

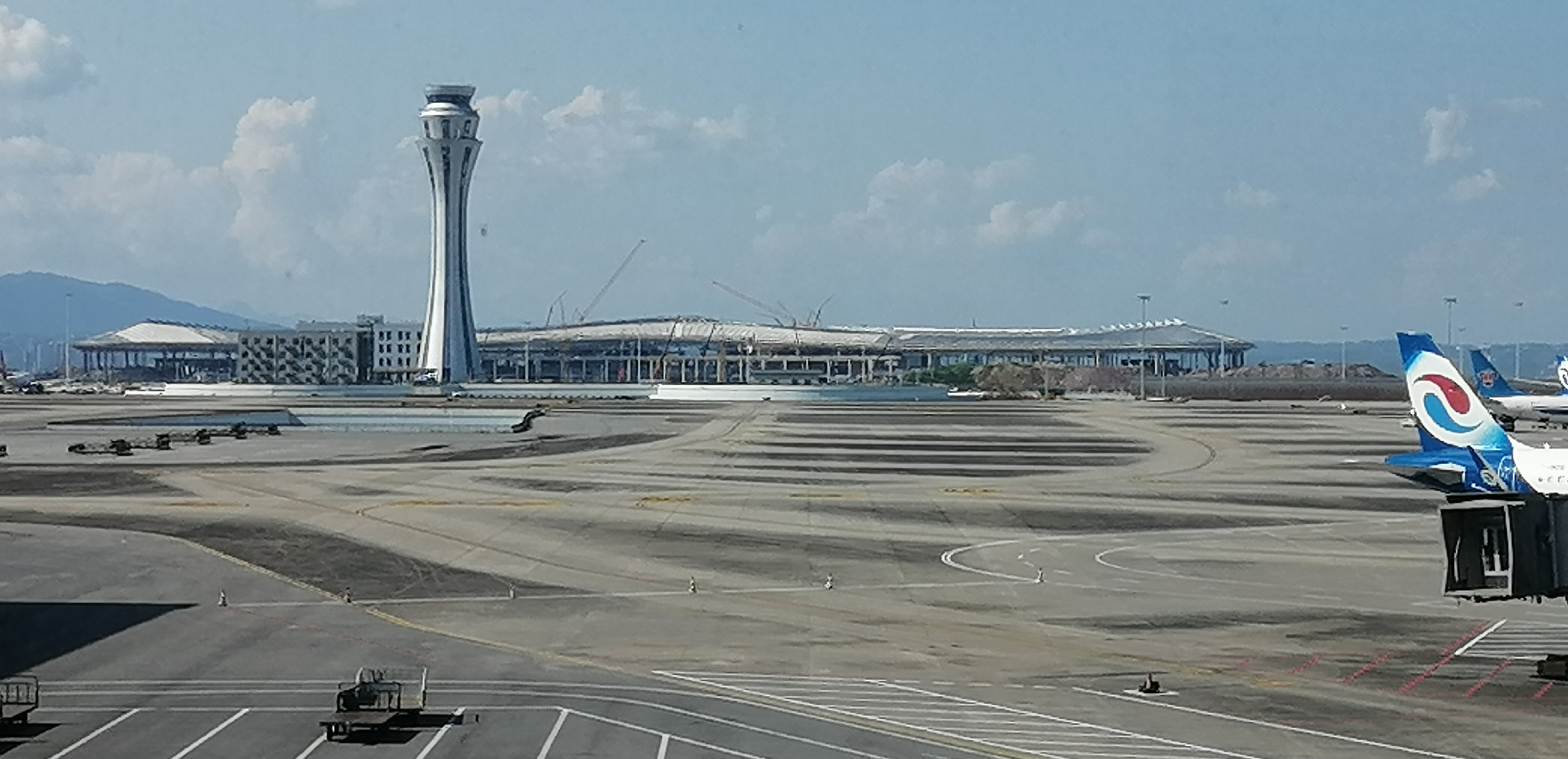
建设中的T3B航站楼

重庆江北国际机场东航站区及第三跑道建设工程是重庆市和民航局在“十二五”计划中的重点建设项目，工程新建3号航站楼，建筑面积约80万平方米（其中T3A，53万平方米，T3B，25~30万平方米）,到2015年新增机位80多个；新增一条长3800米、宽60米的跑道，机场飞行区等级4F，以及配套货运站、空管、供油等。工程于2011年奠基，工期4年，已于2017年8月投入使用。总投资295.63亿元，其中：机场工程282.09亿元，空管工程10.1亿元，油料工程3.44亿元。
3号航站楼分为一期主旅客航站楼（T3A航站楼）和二期卫星厅（T3B航站楼），主旅客航站楼与卫星厅用捷运系统APM连接，其中T3A航站楼于2017年8月29日启用。，T3B于2025年4月9日投用。
T3A航站楼位于在航站区东侧，T3A航站楼南北方向长1,060米，东西方向长750米，呈X形布置，由中央E区大厅以及A、B、C、D四条指廊组成，总建筑面积约53万平方米，地下2层，地上4层，屋面顶标高48米；四条指廊为地上3层。T3A航站楼结构除屋盖为大型钢结构屋盖和屋盖支撑立柱为钢结构外，其余均为钢筋砼框架结构，T3A航站楼索玻璃幕墙体系面积约为7.5万平方米，是目前全亚洲最大的索幕墙系统。站坪近机位共62个，设79条旅客登机桥。
T3B航站楼总建筑面积36.3万平方米，与T3A航站楼一体化运营。平面呈“X”构型，采用中央大厅和4条指廊布局，旅客从中央大厅到达最远端登机口的步行距离不超过500米，平均步行时间不超过8分钟，到各登机口平均用时约5分钟。
T3B航站楼作为“卫星厅”，与T3A航站楼通过2.36公里的旅客捷运系统连接。登机口为“J”“K”“L”“M”的旅客，需在通过安检后搭乘捷运前往T3B航站楼登机，车程约3分钟。该旅客捷运系统采用定制型跨座式单轨系统，是全球机场首个采用全自动无人驾驶跨座式单轨交通制式的捷运系统，可根据航班量实现自动灵活编组运行。所有在重庆江北机场T3B航站楼乘机的旅客，办理登机牌、行李托运及提取、安全检查均在T3A航站楼内完成。

## 飞行区

### 航空管制
重庆机场的相关航空管制由中国民航总局西南地区空中交通管理局重庆分局（简称重庆空管分局）负责，包括机场的塔台管制、进近管制和区域管制。
重庆进近管制室于2000年6月23日成立，2005年11月实行雷达管制。2025年6月12日，重庆地区空域实施结构调整，主干航路将由之前的“两横两纵”增加到“六横三纵”，进离场航线结构由“三进四出”增加为“六进七出”。
- D-ATIS(ARR)：126.4 MHz
- D-ATIS(DEP)：126.65 MHz
- 塔台管制一：118.2 MHz
- 塔台管制二：124.35 MHz
- 塔台管制三：118.375 MHz
- 地面管制一: 121.75 MHz
- 地面管制二：121.65 MHz
- 地面管制三：121.85 MHz
- 放行频率：121.95 MHz
- 机坪管制一：121.6 MHz
- 机坪管制二：121.7 MHz

## 管理
重庆江北国际机场由重庆市属国有企业重庆机场集团管理。集团还管辖黔江武陵山机场、巫山机场、仙女山机场。
2003年11月26日，中国民航总局重庆市局撤销，拆分为民航重庆安全监督管理办公室和重庆市人民政府属重庆机场集团有限公司。2004年4月18日，重庆市人民政府与首都机场集团公司签署转让协议，重庆机场集团正式加盟首都机场集团公司，成为其全资子公司。2016年9月29日，重庆市市长、国家民航局副局长见证重庆市政府与首都机场集团签约，重庆机场集团整体移交重庆市政府管理。

## 接驳交通

### 国铁
重慶鐵路樞紐東環線在江北国际机场设有铁路江北机场站，已于2022年12月30日开通运营，可乘坐高速铁路前往重庆北站和重庆西站两座市区车站以及珞璜、龙兴、统景等重庆其他周边区域。

### 軌道交通

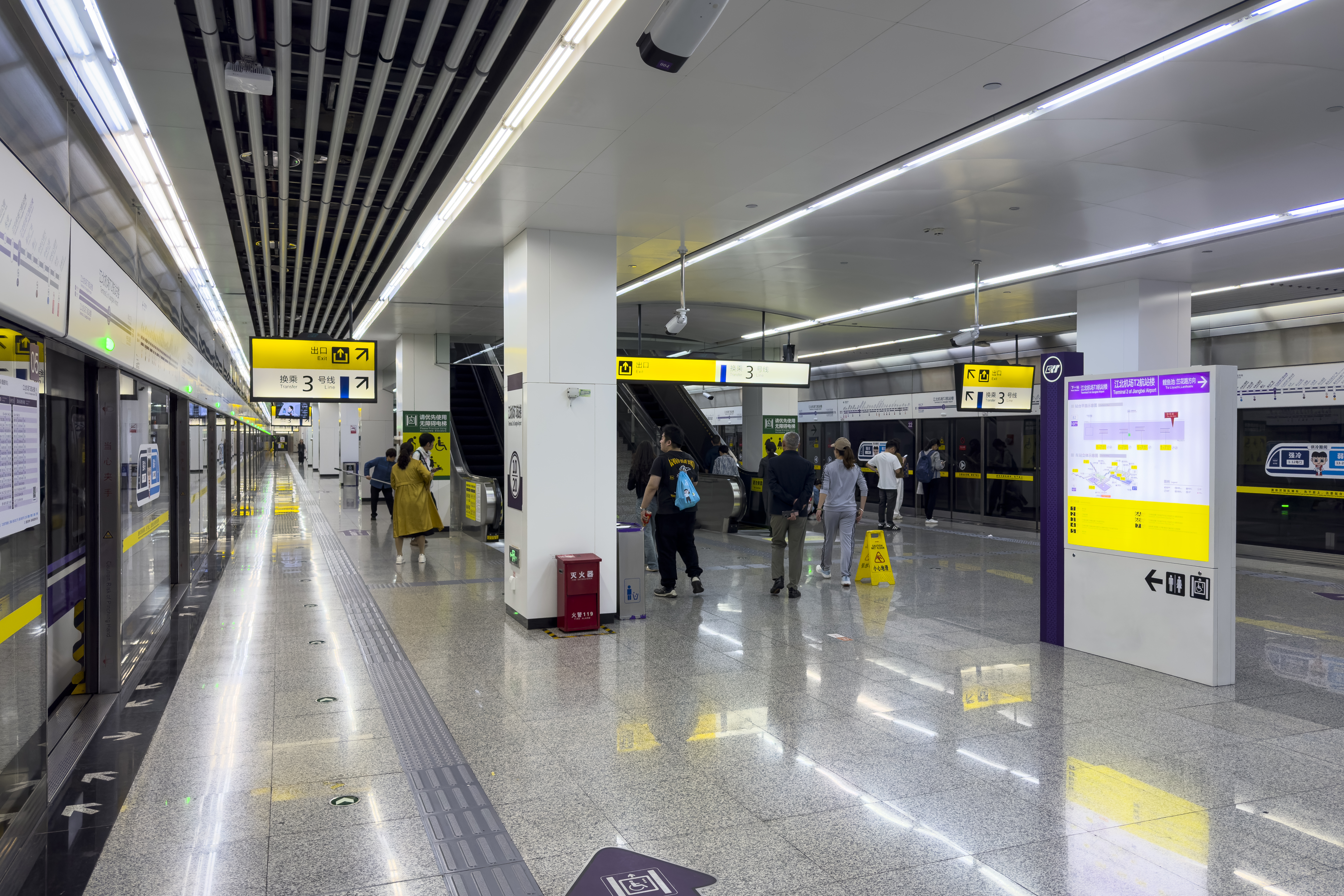
江北机场T2航站楼站10号线月台
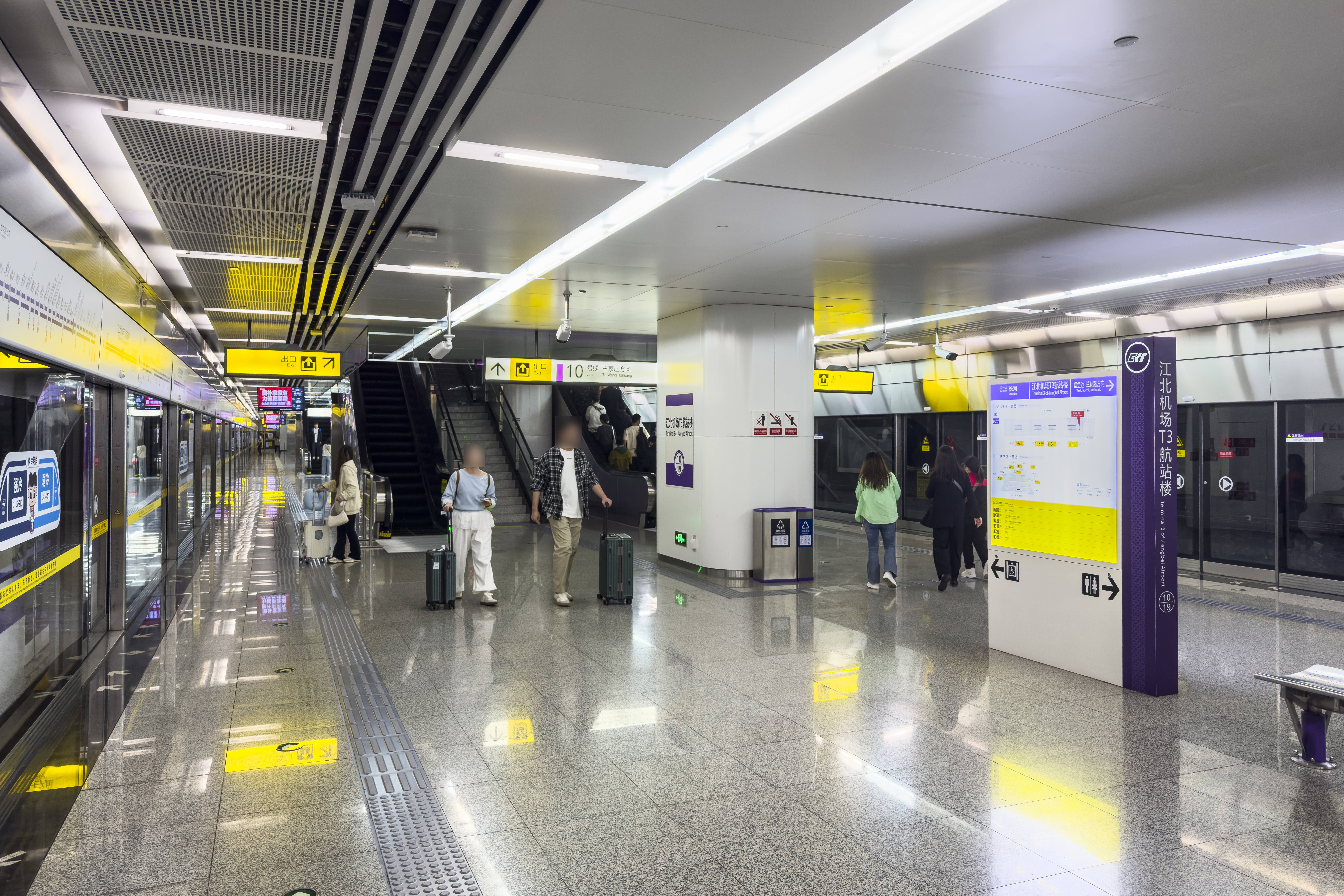
江北机场T3航站楼站10号线月台

- 江北机场T2航站楼站：3号线、10号线
- 江北机场T3航站楼站：10号线、15号线（在建）

### 公路

#### 机场巴士
重庆江北机场大巴时刻可能会有每月不定期调整，本章节不再罗列。
- 机场快线K01路
- 机场快线K02路
- 机场快线K03路
- 机场快线K04路
- 机场快线K04路
- 机场快线K05路
- 机场快线K06路
- 机场快线K07路
- 机场T1T2T3航站楼摆渡车（免费）
- 机场巴士西彭线
- 机场巴士北碚线

#### 长途汽车
- 长途客运线
  - 重庆市内：长寿、綦江、铜梁、潼南、永川、大足、江津、合川、荣昌、璧山、涪陵、万州、梁平、垫江
  - 四川省：自贡、宜宾、泸州、内江、安岳、隆昌、遂宁、南充、南部、阆中、巴中、渠县、合江、宣汉、达州、大竹、邻水、华蓥、广安、悦来
  - 贵州省：遵义、赤水、习水
  - 湖北省：利川
- 机场间驳接线
  - 重庆江北机场-万州五桥机场
  - 重庆江北机场-重庆仙女山机场

## 航點

### 境內航線

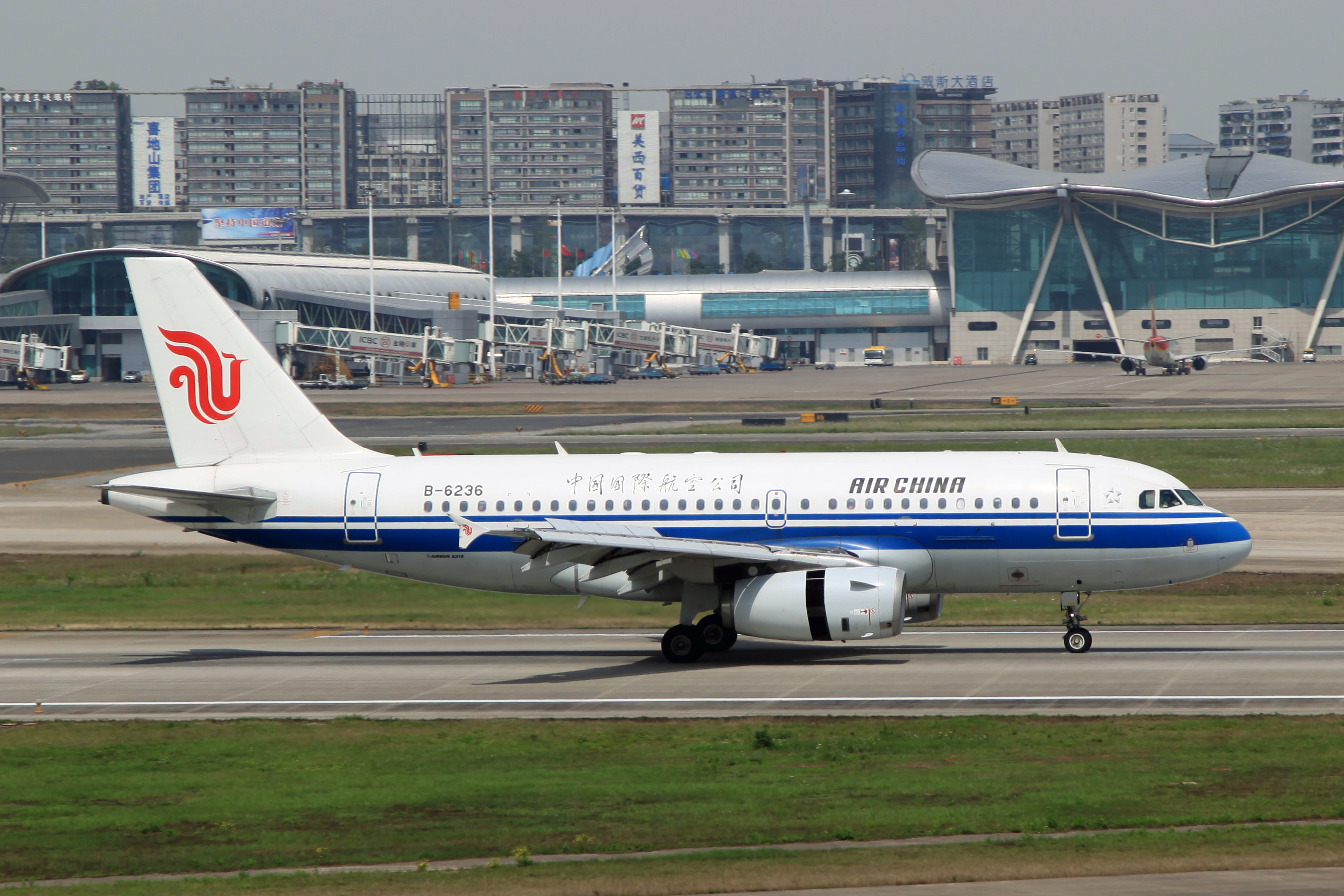
中国国际航空的空中客车A319-100型客机在重庆江北国际机场滑行

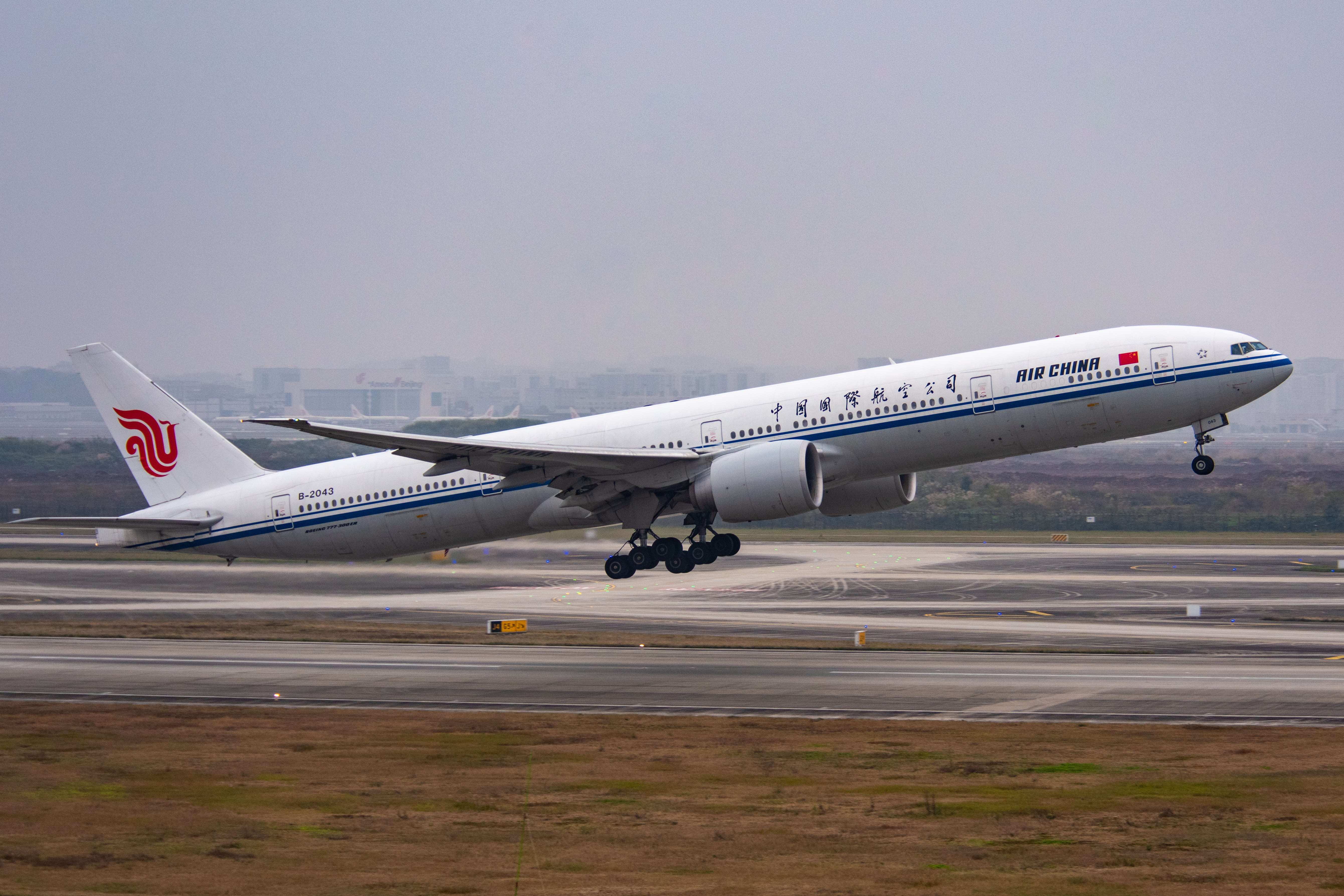
中国国际航空的波音777-300ER型客机在重庆江北国际机场03跑道起飞

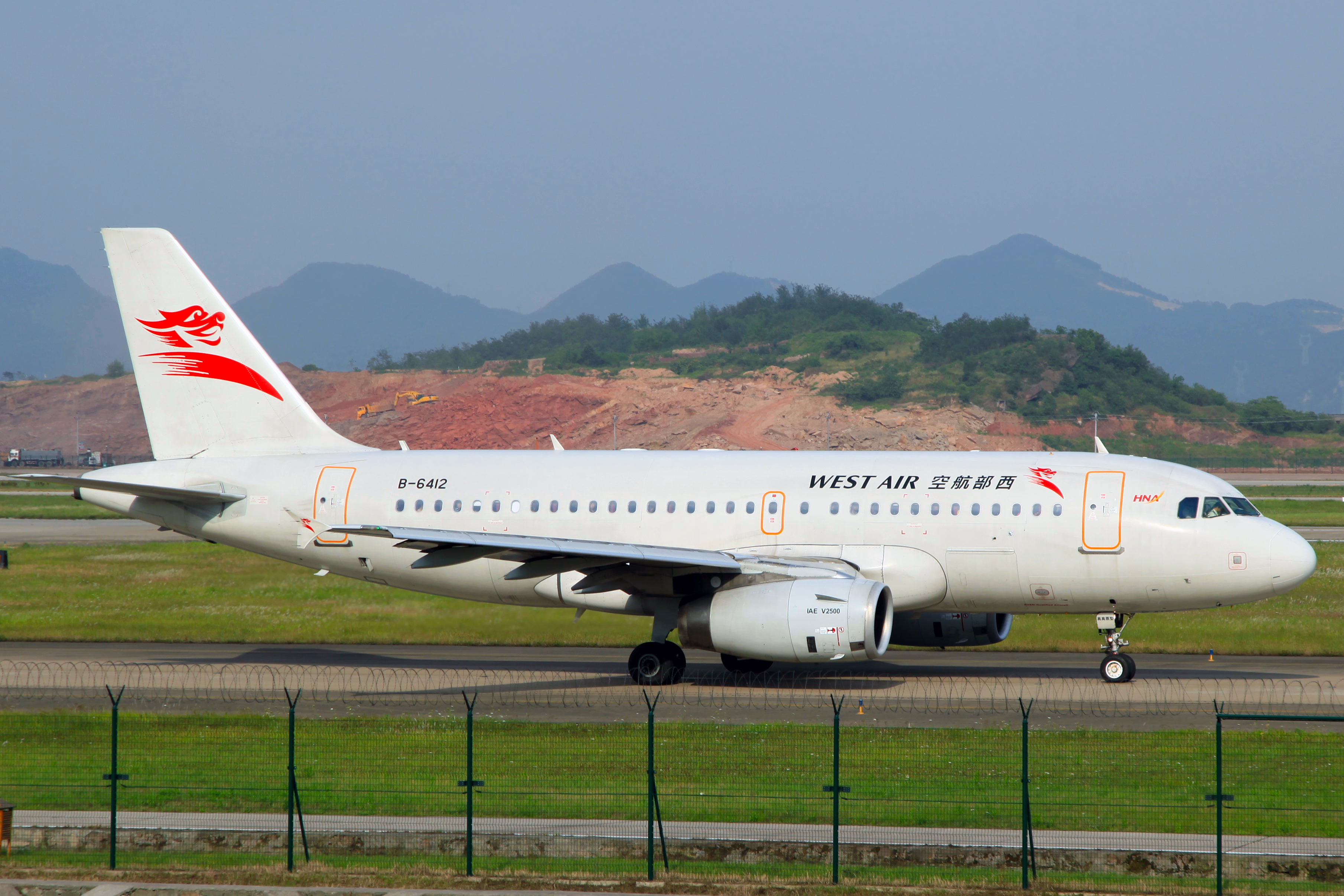
中國西部航空的空中客车A319-100型客机在重庆江北国际机场滑行

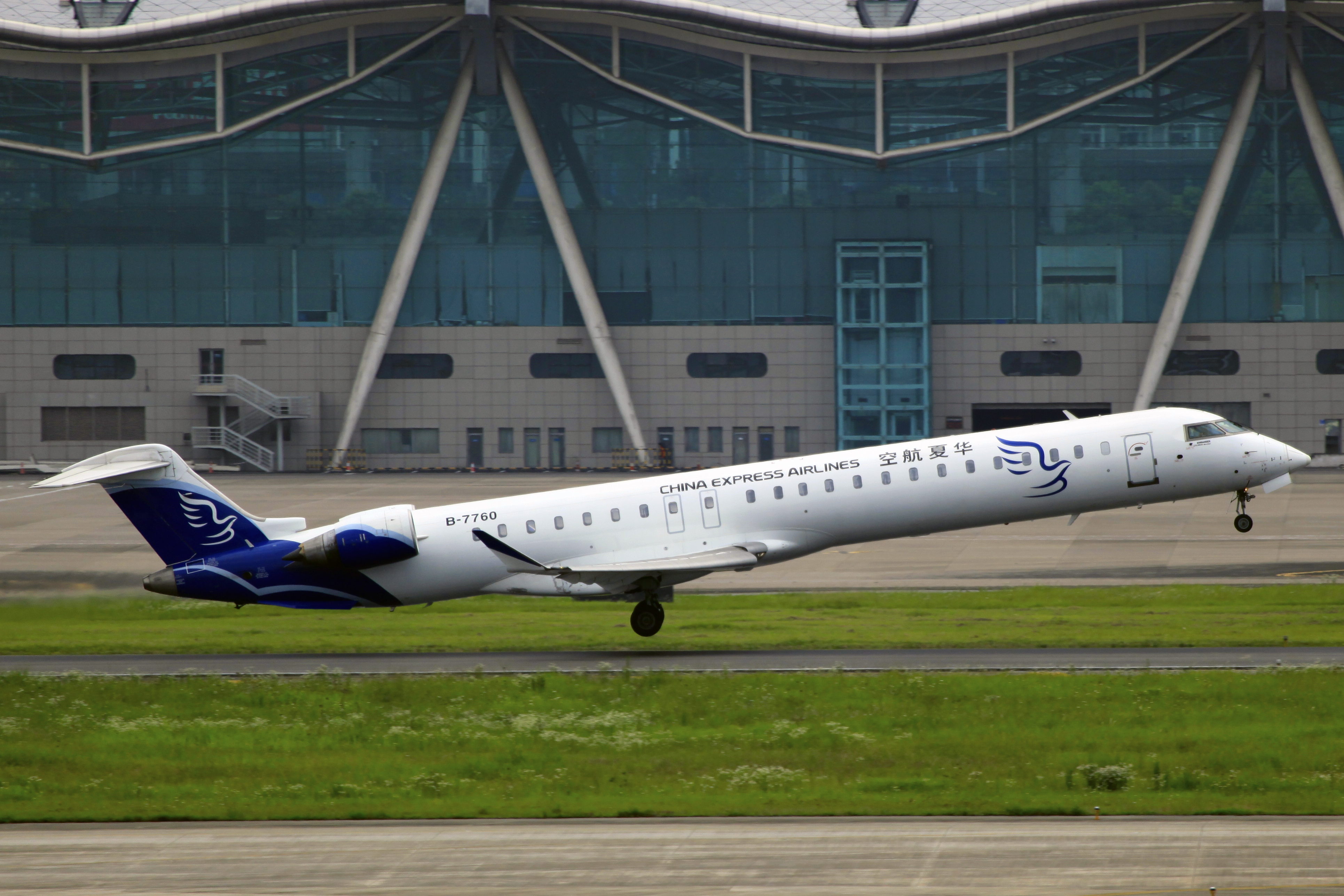
华夏航空的CRJ900在重庆江北国际机场起飞

| 航空公司     | 目的地 |
| ------------ | --- |
| 四川航空     | 北京-首都、长沙、大连、广州、海口、杭州、合肥、济南、九寨沟、昆明、拉萨、丽江、南京、南宁、宁波、攀枝花、三亚、上海-浦东、深圳、太原、乌鲁木齐、武汉、无锡、西安、廈門、西宁、银川、郑州、林芝、青岛、石家庄、福州、南昌、百色、常州、扬州、西双版纳、潮汕、兰州、中卫、天津、北海、泉州 (经停武汉)、舟山 (经停南昌)、阿勒泰 (经停西安)、神農架 (经停武汉)、温州 (经停长沙)、延吉 (经停郑州)、沈阳 (经停太原)、长春 (经停西安)、哈尔滨 (经停石家庄/南京)、廈門（經停長沙）、廈門（經停上饶） |
| 中国国际航空 | 北京-首都、北京-大興、上海-浦东、上海-虹桥、天津、杭州、温州、连云港、义乌、阿克苏、广州、哈尔滨、拉萨、南京、宁波、深圳、乌鲁木齐、三亚、厦门、珠海、海口、郑州、南昌、福州、长沙、运城、六盘水、大理、淮安、西双版纳、沈阳 (经停运城)、长春 (经停淮安)、呼和浩特、海拉尔（经停呼和浩特） |
| 中国南方航空 | 北京-大興、长春、长沙、潮汕、大连、广州、海口、昆明、拉萨、丽江、南宁、三亚、沈阳、深圳、乌鲁木齐、武汉、西安、郑州、义乌、珠海、西双版纳、沈阳 |
| 中国东方航空 | 北京-大興、合肥、昆明、常州、南京、宁波、上海-浦東、太原、温州、无锡、西安、上海-虹桥、武汉、济南、百色、丽江、湛江、银川、昭通、青岛 (经停南京/合肥)、大连 (经停常州)、烟台（經停黃山）、沈阳 (经停烟台） |
| 重庆航空     | 北京-大興、大理、香格里拉、广州、杭州、昆明、三亚、上海-浦東、腾冲、温州、武汉、惠州、廈門（經停张家界）、银川、南京、宁波、深圳、西双版纳、泸沽湖、扬州、衡阳、宜春、盐城、临沂、福州 (经停衡阳)、神農架 (经停武汉)、大连 (经停盐城/临沂) |
| 华夏航空     | 西宁、巫山、厦门、麗江、百色、鄂尔多斯、邯郸、柳州、黔江、梅州、毕节、湛江、包头、巴彦淖尔、阿拉善左旗、兴义、阜阳、榆林、铜仁、桂林、固原、永州、长治、襄阳、怀化、淮安、南阳、台州、扬州、唐山、日照、邵阳、忻州、济宁、天水、陇南、大同、衢州、三明、十堰、北海、阿克苏、义乌、扬州、大理、舟山 (经停阜阳)、武汉 (经停十堰)、温州 (经停桂林/常德)、西安 (经停天水)、沈阳 (经停日照)、长沙 (经停邵阳)、天津 (经停忻州/济宁/固原)、济南 (经停南阳)、廈門 (经停毕节)、兰州 (经停陇南)、南宁 (经停铜仁)、银川 (经停固原)、珠海 (经停怀化)、杭州 (经停襄阳)、太原 (经停长治)、贵阳 (经停百色)、河池 (经停桂林)、海口 (经停永州/毕节)、大连 (经停襄阳/唐山/大同)、呼和浩特 (经停榆林/邯郸/鄂尔多斯/巴彦淖尔/阿拉善左旗)、克拉玛依 (经停库尔勒)、通辽 (经停 鄂尔多斯 及 呼和浩特)、玉林 |
| 西部航空     | 长沙、广州、哈尔滨、海口、合肥、济南、库尔勒、昆明、拉萨、日喀则、丽江、南京、上海-浦东、泉州、三亚、深圳、天津、温州、武汉、西安、郑州、珠海、南昌、乌鲁木齐、潮汕、石家庄、文山、西双版纳(经停昆明)、福州 (经停武汉)、宁波 (经停长沙)、厦门 (经停长沙)、沈阳 (经停合肥) |
| 山东航空     | 北京-首都、上海-浦东、济南、青岛、石家庄、太原、廈門、温州、合肥、珠海、烟台 (经停合肥)、沈阳 (经停青岛)、大连 (经停石家庄/青岛)、长春 (经停济南/太原)、哈尔滨 (经停济南) |
| 海南航空     | 北京-首都、长沙、广州、海口、杭州、三亚、上海-浦東、深圳、西安、乌鲁木齐、延安、福州、宁波、厦门、太原、温州、哈尔滨、海拉尔（经停太原）、珠海 |
| 厦门航空     | 长沙、上海-虹桥、杭州、廈門、拉萨、福州、泉州、天津、深圳、西昌、赣州、呼和浩特、哈尔滨 (经停呼和浩特) |
| 天津航空     | 天津、海口、杭州、温州、乌鲁木齐、西安、南昌、兰州、东营、阿克苏 (经停乌鲁木齐) |
| 春秋航空     | 上海-虹桥、上海-浦東、石家庄、井冈山、洛阳、深圳、沈阳 (经停洛阳)、宁波 (经停井冈山) |
| 西藏航空     | 拉萨、天津、石家庄、长沙、温州、林芝、昌都、大理、博鳌 |
| 深圳航空     | 深圳、南京、南昌、南宁、广州、泉州、无锡 |
| 吉祥航空     | 上海-虹桥、上海-浦东、南京、张家界、温州 (经停张家界) |
| 长龙航空     | 杭州、黔江、宁波 (经停黔江)、温州(经停黔江) |
| 首都航空     | 广州、丽江、南京、杭州、桂林 |
| 昆明航空     | 昆明、南通、保山、台州 |
| 成都航空     | 拉萨、北海、温州 (经停合肥) |
| 龙江航空     | 哈尔滨（经停银川）、银川 |
| 瑞丽航空     | 澜沧、芒市、沈阳 |
| 祥鹏航空     | 丽江、普洱、徐州 |
| 奥凯航空     | 西宁、长沙、南宁 |
| 东海航空     | 深圳、南通、烟台 (经停南通) |
| 北部湾航空   | 洛阳、南宁 |
| 桂林航空     | 徐州、桂林 |
| 乌鲁木齐航空 | 博鳌、乌鲁木齐 |
| 河北航空     | 石家庄、兰州 |
| 青岛航空     | 赣州、青岛 (经停赣州) |
| 上海航空     | 上海-虹桥、温州 |
| 福州航空     | 福州 |
| 九元航空     | 太原 |
| 多彩贵州航空 | 贵阳 |

### 港澳台/國際航線
| 航空公司     | 目的地 |
| ------------ | --- |
| 海南航空     | 亞洲：大阪/關西、曼谷/蘇凡納布 歐洲：罗马/菲乌米奇诺、米蘭/馬爾彭薩、马德里、巴黎/戴高樂、布魯塞爾 北美洲：西雅图 大洋洲：奧克蘭（2025年9月13日開辦，經海口） |
| 中国国际航空 | 港澳台：香港、台北/桃园、台北/松山 亞洲：東京/成田、首尔/仁川、胡志明市、新加坡、迪拜 歐洲：布達佩斯                                                          |
| 四川航空     | 台北/松山、曼谷/素万那普、普吉岛 |
| 天津航空     | 伦敦/希斯罗、莫斯科/謝列梅捷沃、悉尼（2025年9月30日停辦） |
| 重庆航空     | 新加坡、馬累（經科倫坡）、莫斯科/謝列梅捷沃 |
| 西部航空     | 新加坡、河內 |
| 廈門航空     | 大阪/关西、吉隆坡、金邊 |
| 华夏航空     | 曼谷/廊曼、万象 |
| 國泰航空     | 香港 |
| 香港航空     | 香港 |
| 澳門航空     | 澳門 |
| 中華航空     | 高雄 |
| 韓亞航空     | 首爾/仁川 |
| 泰国亚洲航空 | 曼谷/廊曼 |
| 泰国獅子航空 | 曼谷/廊曼（2025年10月26日開辦） |
| 曼谷航空     | 苏梅岛（包機） |
| 柬埔寨航空   | 金邊 |
| 全亞洲航空   | 吉隆坡 |
| 飞萤航空     | 檳城、古晋、新山（2025年10月30日開辦） |
| 新加坡航空   | 新加坡 |
| 连城航空     | 雅加达 |
| 喜馬拉雅航空 | 加德滿都 |
| 卡塔尔航空   | 多哈 |

### 货运航线
1. 重庆—叶卡捷琳堡—布鲁塞尔
2. 重庆—班加罗尔
3. 重庆—南通—东京
4. 重庆—达卡
5. 重庆—克拉斯诺亚尔斯克
6. 重庆-首尔
7. 重庆-阿拉斯加
8. 重庆-悉尼
9. 重庆-法兰克福
10. 重庆-台北

## 数据
请参阅源Wikidata查询.
| 年份 | 客运       | 客运    | 排名 | 排名 | 货运        | 货运    | 飞机运营量 | 飞机运营量 |
| 年份 | 数量       | 增长    | 国内 | 国际 | 吨位        | 增长    | 数量       | 增长       |
| ---- | ---------- | ------- | ---- | ---- | ----------- | ------- | ---------- | ---------- |
| 2000 | 2,780,359  | ▲ 13.3% | 11   | -    | 62,214.5    | ▲ 2.2%  | 36,405     | ▲ 1.4%     |
| 2001 | 3,192,759  | ▲ 14.8% | 11   | -    | 64,597.1    | ▲ 3.8%  | 41,192     | ▲ 13.1%    |
| 2002 | 3,865,788  | ▲ 21.1% | 12   | -    | 71,464.9    | ▲ 10.6% | 49,012     | ▲ 19.0%    |
| 2003 | 4,287,505  | ▲ 10.9% | 12   | -    | 76,921.5    | ▲ 7.6%  | 56,108     | ▲ 14.5%    |
| 2004 | 5,233,774  | ▲ 22.1% | 12   | -    | 87,568.0    | ▲ 13.8% | 64,750     | ▲ 15.4%    |
| 2005 | 6,631,420  | ▲ 26.7% | 11   | -    | 100,909.9   | ▲ 15.2% | 72,674     | ▲ 12.2%    |
| 2006 | 8,050,007  | ▲ 21.4% | 10   | -    | 120,178.3   | ▲ 19.1% | 88,929     | ▲ 22.4%    |
| 2007 | 10,355,730 | ▲ 28.6% | 10   | -    | 143,472.4   | ▲ 19.4% | 105,092    | ▲ 18.2%    |
| 2008 | 11,138,432 | ▲ 7.6%  | 10   | -    | 160,256.4   | ▲ 11.7% | 112,565    | ▲ 7.1%     |
| 2009 | 14,038,045 | ▲ 26.0% | 10   | 91   | 186,005.9   | ▲ 16.1% | 132,619    | ▲ 17.8%    |
| 2010 | 15,802,334 | ▲ 12.6% | 10   | 90   | 195,686.6   | ▲ 5.2%  | 145,705    | ▲ 9.9%     |
| 2011 | 19,052,706 | ▲ 20.6% | 9    | 76   | 237,572.5   | ▲ 21.4% | 166,763    | ▲ 14.5%    |
| 2012 | 22,057,003 | ▲ 15.8% | 9    | 70   | 268,642.4   | ▲ 13.1% | 195,333    | ▲ 17.1%    |
| 2013 | 25,272,039 | ▲ 14.6% | 9    | 62   | 280,149.8   | ▲ 4.3%  | 214,574    | ▲ 9.9%     |
| 2014 | 29,264,363 | ▲ 15.8% | 8    | 57   | 302,335.8   | ▲ 7.9%  | 238,085    | ▲ 11.0%    |
| 2015 | 32,402,196 | ▲ 10.7% | 9    | -    | 318,781.5   | ▲ 5.4%  | 254,360    | ▲ 7.4%     |
| 2016 | 35,888,819 | ▲ 10.8% | 9    | 54   | 361,091.0   | ▲ 13.3% | 276,807    | ▲ 8.4%     |
| 2017 | 38,715,210 | ▲ 7.9%  | 9    | -    | 366,278.3   | ▲ 1.4%  | 288,598    | ▲ 4.3%     |
| 2018 | 41,595,887 | ▲ 7.4%  | 9    | -    | 382,160.775 | ▲ 4.3%  | 300,745    | ▲ 4.2%     |
| 2019 | 44,786,722 | ▲ 7.7%  | 9    | -    | 410,928.629 | ▲ 7.5%  | 318,398    | ▲ 5.9%     |
| 2020 | 34,937,789 | ▼ 22.0% | 4    | -    | 411,239.641 | ▲ 0.1%  | 274,659    | ▼ 13.7%    |

来源: CAAC (中国民航局)

## 事故
- 2022年5月12日上午7時58分，西藏航空9833班機（機型：空中巴士A319-115，國籍標誌及登記號碼：B-6425）。執飛由重慶江北國際機場至西藏林芝米林機場之定期航班，上午8時9分在起飛過程中機組員發現異常即在未到達V1（航機中止起飛的最高速度）時中斷起飛程序[17]，飛機隨即偏出跑道且左側機翼、前段機身起火。機上搭載9名機組員及113名乘客，約有36人輕傷已送往當地醫院治療。航機配置的2具發動機及3組起落架皆已斷裂掉落，機身後部斷裂，航機因無修復價值報廢[18]。事故原因已于2024年6月5日调查完毕，中国民用航空局公布了调查报告，根据人员受伤和航空器受损情况，该事件构成一起机组人为失误导致的运输航空一般事故。[19]